# یانیس واهتر
یانیس واهتر (استونیایی: Janis Vahter؛ زادهٔ ۲۲ اوت ۱۹۸۶) بازیکن بسکتبال اهل استونی است.
از باشگاه‌هایی که در آن بازی کرده‌است می‌توان به باشگاه بسکتبال راکوره تارواس اشاره کرد.